# Ruud Breuls
Ruud Breuls (Urmond, 4 december 1962) is een Nederlandse jazztrompettist en bugelist.

## Biografie
Breuls speelde, net zoals zijn broer en vader, trompet in de Fanfare Sint Martinus, een plaat van Count Basie wekte zijn interesse voor de jazz. Hij studeerde aan het conservatorium van Rotterdam, daarna aan het Hilversums Conservatorium (afgestudeerd in 1988). Hij werkte vanaf de jaren 90 als docent trompet aan het Conservatorium van Amsterdam. In 1996 werd hij trompettist in het Metropole Orkest. Hij speelde daarnaast in het Highlight Jazz Orchestra, bij Stylus Horns, Buddies in Soul, Major League, het Jazzorchestra of the Concertgebouw, in het Dutch Jazz Orchestra, de Cubop City Big Band, Timeless Jazz Orchestra, The Beets Brothers Orchestra en in in Bob Brookmeyer's New Art Orchestra. Sinds het voorjaar van 2014 is hij trompettist bij de WDR Big Band Köln.
Breuls behoort tot de meestgevraagde jazzmusici van de Nederlandse jazzscene. Als freelancer werkte hij mee aan meer dan 300 albums, ook in de popmuziek. Hij speelde mee op platen van o.m. Joachim Kühn, Elisa Waut, Clouseau, Herman Brood, Lee Konitz, New Cool Collective, Ernestine Anderson, Madeline Bell, Bud Shank, Lew Tabackin, Zoot Sims, Laura Fygi, Mathilde Santing, Helmut Lotti, Yuri Honing, Steve Vai, Christoff, Eric Ineke en David Guetta. In 2009 nam hij zijn eerste plaat op, Shades of Brown, gewijd aan de muziek van trompettist Clifford Brown. Hij trad op met sterren als Clark Terry, Randy en Michael Brecker, Jim McNeely, Vince Mendoza, Chris Potter, Herbie Hancock, John Scofield en Billy Cobham. Tevens was hij lid van de groepen van John Engels en Niki Jacobs.
In 1988 kreeg Breuls de Wessel Ilcken Prijs voor jonge musici, in 2013 de Laren Jazz Award.